# John Munroe and company
Pour les articles homonymes, voir Munroe.
John Munroe and company (ou John Munroe & Co.) est une maison de banque américaine fondée en 1836 à New York et qui possédait une importante filiale à Paris depuis 1851.

## Histoire

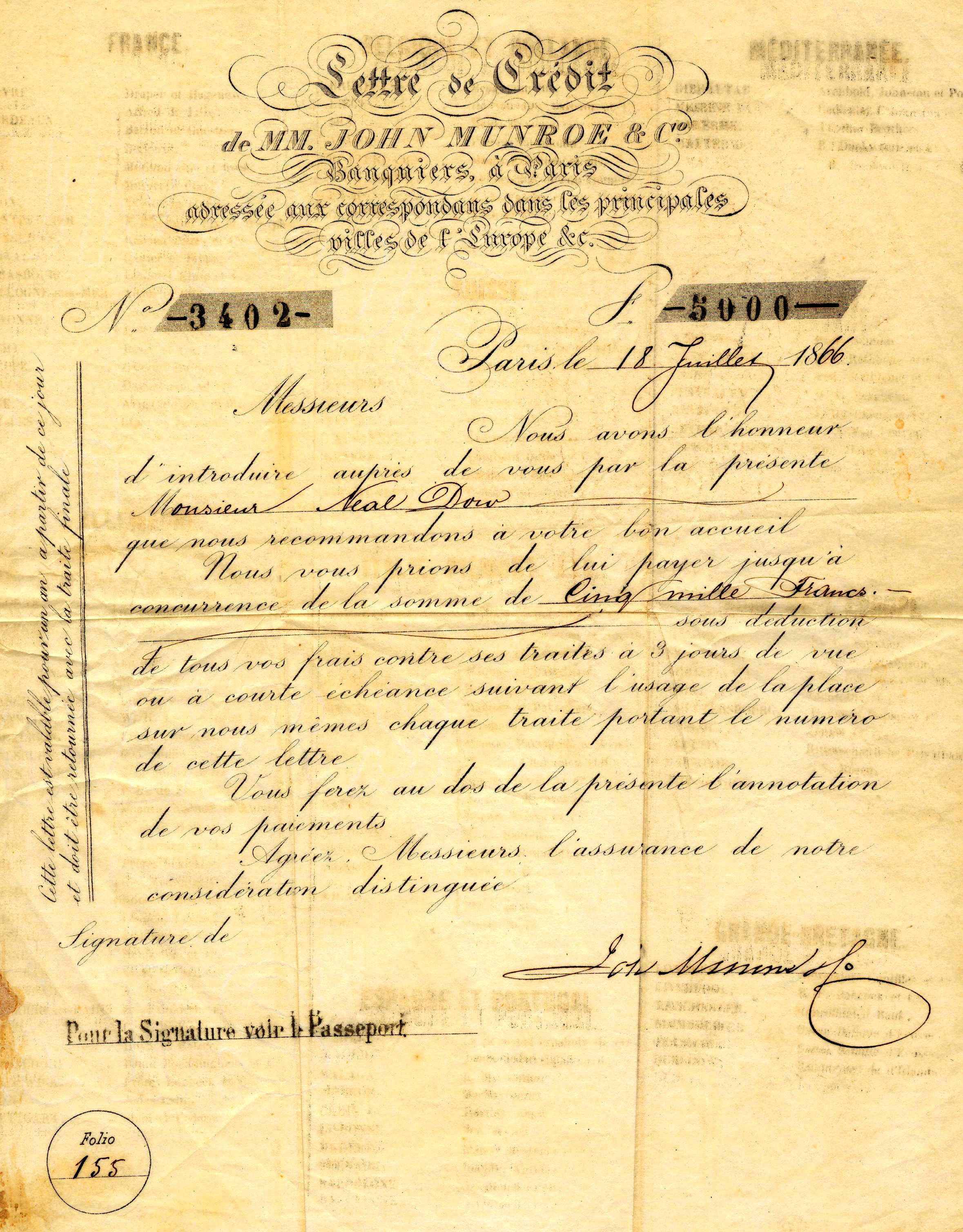
Lettre de crédit circulaire, 1866.

John Munroe ouvre en 1836 au 8 Wall Street (Manhattan) une maison de banque qui se spécialise dans les transactions financières liées aux transports maritimes. Après avoir ouvert un autre établissement à Boston, John Monroe décide en 1851 d'ouvrir une filiale à Paris, au 5, rue de la Paix. Qualifiée de banque, le bureau parisien prend le nom de John Munroe & Co. et brasse de nombreuses affaires, devenant l'intermédiaire obligé de la plupart des businessmen tant américains que français ou anglais, pour toutes les transactions entre les deux pays.
John Munroe décide de s'installer à Paris en 1860. Il habite au 150, avenue des Champs-Élysées et fait très vite partie de l'élite bancaire française.
La filiale française de John Munroe & Co. quitte la rue de la paix pour le 7, rue Scribe en 1867 qu'elle occupe jusqu'en mai 1914, puis migre au 4, rue de Ventadour, sa dernière adresse connue. La maison et ses filiales étaient encore actives peu avant la crise de 1929.
En 1871, l'homme d'affaires américain Edward Tuck passe par John Munroe & Co. pour prendre des parts dans de nombreux établissements bancaires européens et des sociétés de chemins de fer. Puis, Tuck devient un associé de la banque en 1872 jusqu’à sa retraite en 1881. Le capital est alors de 2,1 millions de francs et les associés gérants sont John Munroe II (fils du précédent), Nathan Chandler, Henri-Asaph Stone et Edouard Tuck : la filiale française devient une société en commandite sous le nom de Munroe et Cie.
John Munroe II eut quatre enfants dont deux filles : Marian Hall Munroe, qui se maria avec le baron banquier Henri Hottinguer, et Ellen Ridgway.
En 1893, à la suite du départ d’un associé (Édouard Kern), une refonte du capital de la branche française transformée en société en nom collectif entraîne de porter celui-ci à 2,5 millions de francs. Les actionnaires principaux sont : John Munroe (3/5), Edgard Lockwood, Henry Whitney Munroe (1/5), Frédéric Reiset.
En décembre 1895, Frédéric Munroe, 37 ans, se suicide à Paris : il était le fils de John Munroe II, et la nouvelle fait la une du New York Times.
L'un des derniers héritiers de cette banque, Henry Whitney Munroe Jr. (1921-2009), né à Paris, fils de John Munroe III (né en 1892) et d'Adelaide Eugenia Segdwick, qui se remaria en 1939 au prince banquier Kyril Scherbatoff (1903-1993), renonça à la finance pour intégrer l'US Air Force et s'occuper de renseignements à l'Intelligence Service.